# (3930) Васильев
(3930) Васильев (лат. Vasilev) — типичный астероид главного пояса, открыт 25 октября 1982 года советским астрономом Людмилой Журавлёвой в Крымской астрофизической обсерватории и 4 октября 1990 года назван в честь советского художника Константина Васильева.

## Обнаружение и именование
(3930) Васильев
Открыт 25 октября 1982 года в Научном Л. В. Журавлёвой.
Назван в память об известном русском художнике Константине Алексеевиче Васильеве (1942—1976).
Оригинальный текст (англ.)3930 Vasilev
Discovered 1982-10-25 by Zhuravleva, L. at Nauchnyj.
Named in memory of Konstantin Alekseevich Vasil'ev (1942—1976), a well known Russian painter.
Источники: DISCOVERY.DB; M.P.C. 17029.

## Орбита

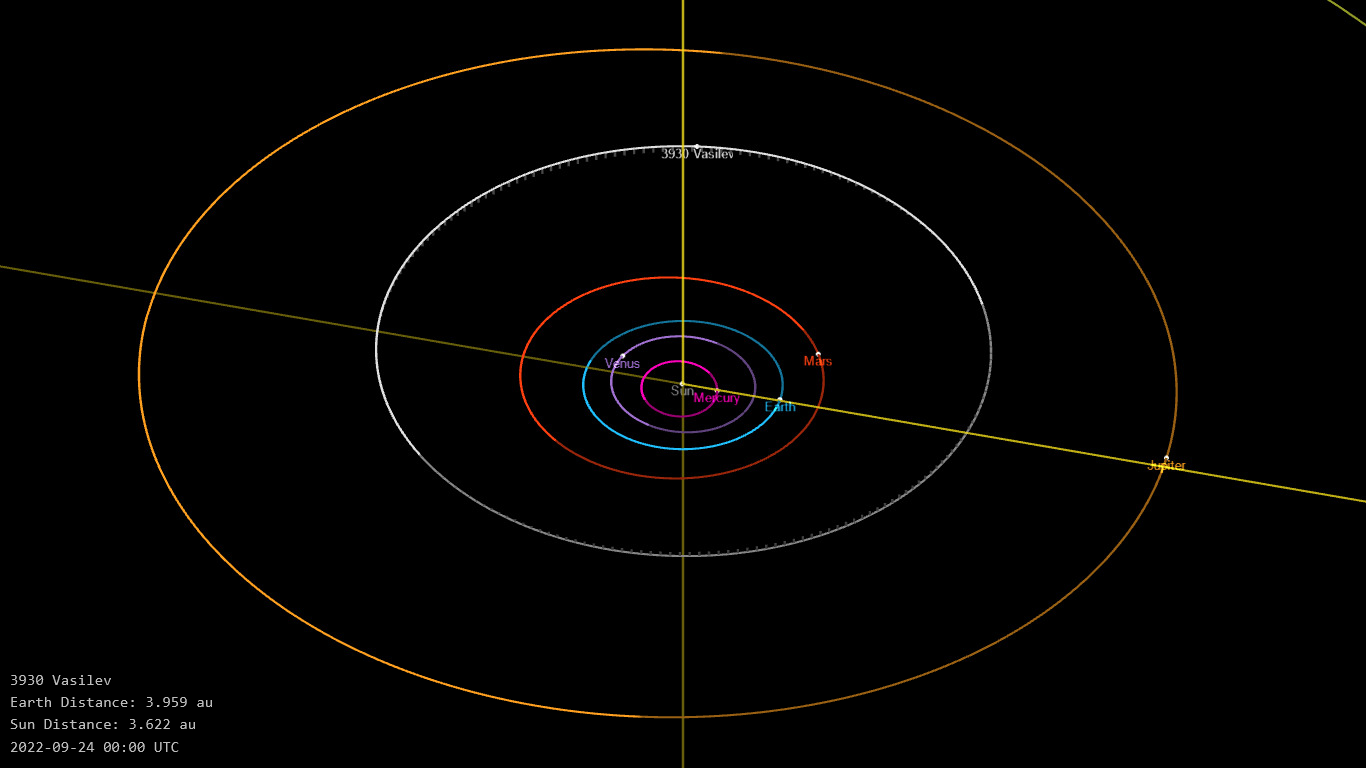
Орбита астероида Васильев и его положение в Солнечной системе

## Физические характеристики
Астероид относится к таксономическому классу C.
По результатам наблюдений в видимом и ближнем инфракрасном диапазоне космического телескопа NEOWISE диаметр астероида сначала оценивался равным 16,22±4,82 км, позже — 17,82±6,78 км, 17,504±3,013 км, 16,32±5,38 км, 17,93±4,81 км и 14,72±4,91 км. Согласно тем же источникам альбедо оценивается как 0,06±0,05, 0,04±0,05, 0,053±0,023, 0,051±0,059, 0,037±0,022 и 0,048±0,043.